# Lorenz Kellner
Lorenz Kellner, född den  29 januari 1811, död den 18 augusti 1892, var en tysk skolman.
Kellner, som var regerings- och skolråd i Trier, inlade stora förtjänster om undervisningen i tyska språket genom sina läroböcker, vilka i motsats till den Beckerska riktningens verk tillämpade en analytisk grammatisk metod.
Bland hans övriga arbeten kan nämnas Aphorismen zur pädagogik (1850, många uppl.), Volksschulkunde (1855, 6:e upplagan 1886) och Kurze geschichte der erziehung und des unterrichts (1877, 11:e upplagan 1899). Pedagogiska föreningar med hans namn finns i Trier och Wien.